# Степова Долина
Степова Долина — селище в Україні, у Галицинівській сільській громаді Миколаївського району Миколаївської області. Населення становить 193 осіб.

## Населення
Згідно з переписом УРСР 1989 року чисельність наявного населення селища становила 425 осіб, з яких 303 чоловіки та 122 жінки.
За переписом населення України 2001 року в селищі мешкало 190 осіб.

### Мова
Розподіл населення за рідною мовою за даними перепису 2001 року:
| Мова       | Відсоток |
| ---------- | -------- |
| українська | 93,26 %  |
| російська  | 6,74 %   |